# Gazda (Star Trek: Generația următoare)
„Gazda” (titlu original: „The Host”) este al 23-lea episod din al patrulea sezon al serialului TV american științifico-fantastic Star Trek: Generația următoare și al 97-lea episod în total. A avut premiera la 11 mai 1991.
Episodul a fost regizat de Marvin V. Rush după un scenariu de Michel Horvat.

## Prezentare
Beverly Crusher se îndrăgostește de Odan, doar pentru a descoperi că acesta este un simbiont, care este implantat în corpul lui Riker atunci când gazda sa originală moare. Odan continuă negocierile de pace, folosindu-l pe Riker ca gazdă temporară.

## Actori ocazionali
- Barbara Tarbuck – Leka Trion
- Nicole Orth-Pallavicini – Kareel Odan
- William Newman – Kalin Trose
- Patti Yasutake – sora medicală Alyssa Ogawa
- Franc Luz – Odan